# Max Immelmann

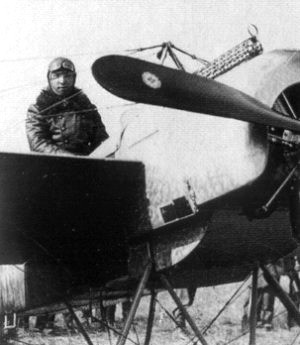
Immelmann w kabinie Fokkera E.I

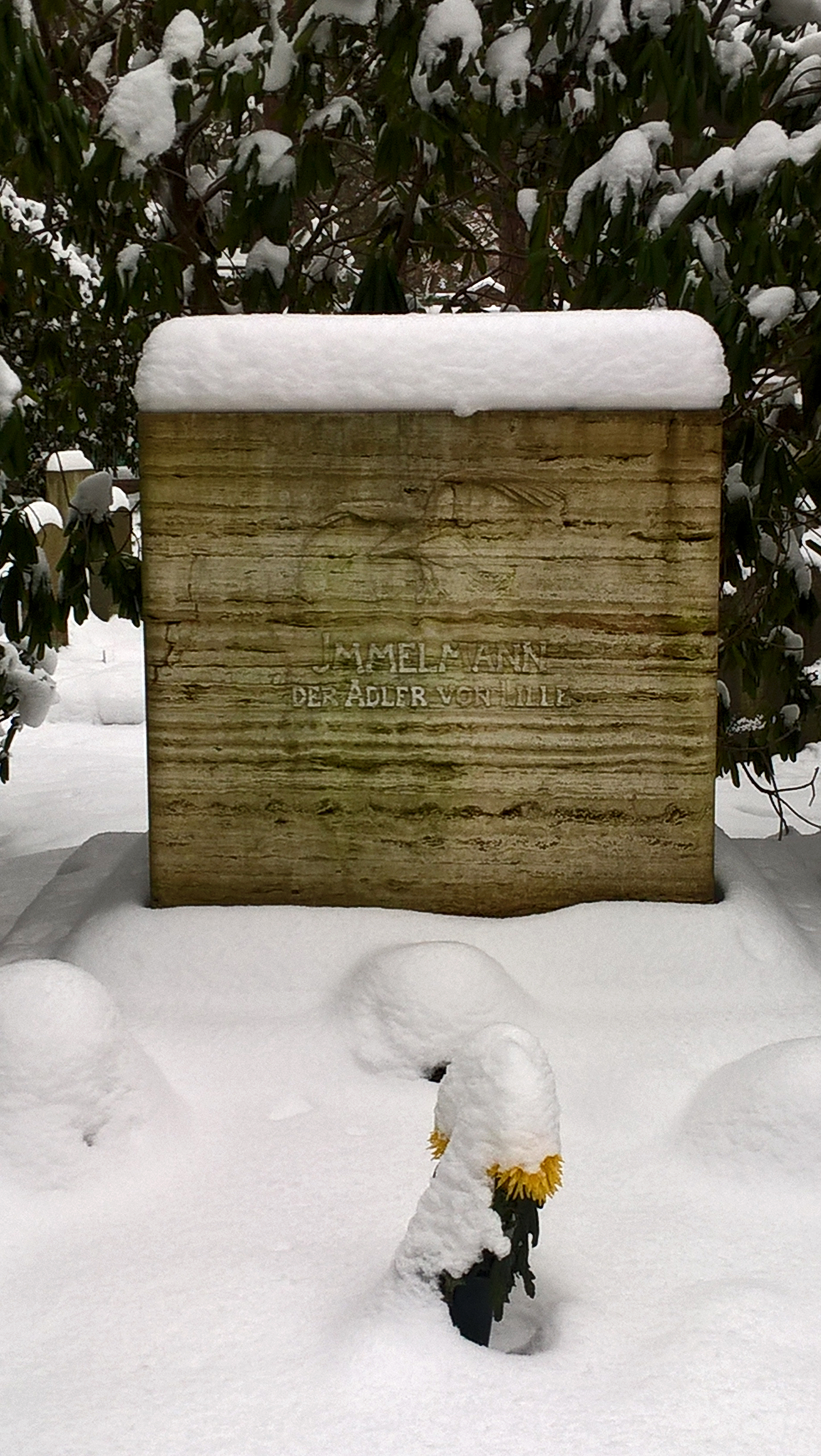
Nagrobek Immelmanna w Dreźnie

Max Immelmann (ur. 21 września 1890, zm. 18 czerwca 1916) – niemiecki lotnik – pierwszy niemiecki as myśliwski z początkowego okresu I wojny światowej. Uzyskał 17 zwycięstw powietrznych.

## Życiorys
Urodził się w Dreźnie, był synem Franza i Gertrude Sidonie, z domu Grimmer. W 1905, w wieku 15 lat, rozpoczął edukację wojskową w Dreźnieńskiej Szkole Kadetów. W kwietniu 1911 został przydzielony do 2 Eisenbahnregiment (2 pułku kolejowego). Przejawiał talent techniczny i w sierpniu tego samego roku został wysłany do akademii wojskowej w Anklam. W 1912 został przeniesiony do rezerwy i rozpoczął studia na Politechnice Drezdeńskiej na wydziale budowy maszyn. Po wybuchu wojny został powołany do służby macierzystym 2 Eisenbahnregiment, lecz 12 listopada 1914 na ochotnika wstąpił do szkoły lotniczej w Adlershof, którą ukończył w marcu 1915 (z wcale nienadzwyczajnym wynikiem).
W marcu 1915 trafił na front zachodni i został przydzielony do Feldflieger Abteilung 10 (FFA 10), po miesiącu został przeniesiony do nowo powstającej FFA 62. 19 maja przybył z tą jednostką na lotnisko La Brayelle położone w pobliżu miasteczka Douai. Za loty bojowe w czerwcu 1915 został odznaczony Żelaznym Krzyżem II klasy.
Sława Immelmanna jako pilota myśliwskiego związała się z nowo wprowadzonym jednopłatowym samolotem myśliwskim Fokker E.I (Eindecker), wyposażonym w istotną nowość – zsynchronizowany karabin maszynowy. Immelmann oraz Oswald Boelcke jako pierwsi dostali nowe samoloty. Zaledwie kilka dni później, 1 sierpnia 1915 lotnisko Douai stało się celem ataku 9 brytyjskich lekkich bombowców B.E.2 2 dywizjonu RFC. Immelmann i Boelcke wystartowali za odlatującymi samolotami. Karabin maszynowy samolotu Boelckego się zaciął, lecz Immelmann zaatakował jeden z samolotów. Jego ogień ranił angielskiego pilota, który został zmuszony do awaryjnego lądowania. Immelmann wówczas wylądował obok zestrzelonego samolotu i osobiście wziął jego dwuosobową załogę do niewoli. W tym okresie walki powietrzne i zestrzelenia były jeszcze rzadkością, z powodu braku odpowiedniego sprzętu. Za ten wyczyn Immelmann otrzymał Krzyż Żelazny I klasy.
Do grudnia 1915 Immelmann zestrzelił dalsze 6 samolotów, stając się ulubieńcem prasy niemieckiej nazywanym Orłem z Lille (Der Adler von Lille) i rywalizując z Boelckem o kolejne zwycięstwa. 12 stycznia 1916 on i Boelcke, mając po 8 zwycięstw, zostali pierwszymi niemieckimi lotnikami odznaczonymi najwyższym niemieckim odznaczeniem Pour le Mérite (nazwanym później potocznie Blauen Max – po angielsku: Blue Max od koloru orderu i imienia Immelmanna).
18 czerwca 1916 Immelmann zginął w patrolu nad północną Francją, przyczyny jego śmierci nie są do końca ustalone. Najbardziej prawdopodobna jest wersja brytyjska, że został on zestrzelony przez dwumiejscowy myśliwiec F.E.2b z załogą: pilot G.R. McCubbin i strzelec J. H. Waller z 25. dywizjonu RFC. Niemcy z kolei przypisywali zestrzelenie Immelmanna artylerii przeciwlotniczej, wersję tę popierał konstruktor samolotu Anthony Fokker. Brat Maksa z kolei utrzymywał, że nastąpiło zniszczenie śmigła samolotu i katastrofa na skutek awarii synchronizatora (dwa razy, w kwietniu i maju 1916 Immelmannowi zdarzały się takie awarie, zakończone „odstrzeleniem” śmigła i awaryjnym lądowaniem). Do śmierci Max Immelmann uzyskał 17 zwycięstw powietrznych (drugi as, Boelcke, miał wówczas 13 zwycięstw).
Immelmann był bardzo dobrym pilotem i strzelcem, jednym z pierwszych twórców zasad taktyki walki powietrznej. Jego imieniem został nazwany jeden z manewrów bojowych – zwrot Immelmanna, polegający na zmianie kierunku lotu na przeciwny z nabraniem wysokości (aczkolwiek prawdopodobnie nie on był twórcą tego manewru, ale myśliwce, na których latał: Fokker E.I – E.IV były zdolne do jego wykonania).
Nazwiskiem Maksa Immelmanna nazwano m.in. 2 pułk Stukasów, walczący podczas II wojny światowej.

## Odznaczenia (lista niepełna)
- Pour le Mérite – 12 stycznia 1916
- Królewski Order Rodu Hohenzollernów – listopad 1915
- Order Wojskowy św. Henryka – 13 października 1915
- Order Alberta z Mieczami (saski)
- Order Zasługi Wojskowej z Mieczami (wirtemberski)
- Krzyż Żelazny I Klasy
- Krzyż Żelazny II Klasy
- Srebrny Medal Fryderyka Augusta (saski)
- Krzyż Hanzeatycki
- Żelazny Półksiężyc (Imperium Osmańskie)
- Puchar Zwycięzcy w Walce Powietrznej (Ehrenbecher für den Sieger im Luftkampf) – 24 grudnia 1915.